# 소피 로스토프친

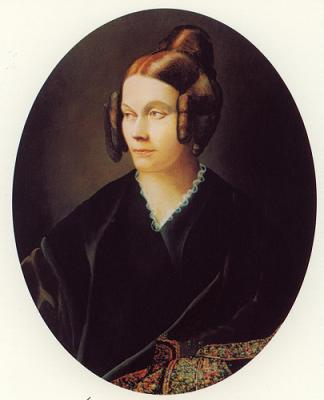

소피 로스토프친(프랑스어: Sophie Rostopchine, 1799년 8월 1일 ~ 1874년 2월 8일)은 프랑스의 작가이다.

## 생애
소피 로스토프친은 1799년 8월 1일에 러시아 상트페테르부르크에서 태어났다.

## 작품
- 당나귀 카디숑
- 휴일
- 소피는 못말려
- 착한 소녀
- 요정 이야기
- 수호천사의 집